# Trofeo Zarra
El Trofeo Zarra es un premio otorgado anualmente por el diario deportivo Marca a los máximos goleadores de nacionalidad española de Primera y Segunda División de la Liga española de fútbol. El premio se instauró en la temporada 2005-06 y debe su nombre al goleador del Athletic Club y de la selección española Telmo Zarra, fallecido el 23 de febrero de 2006. Al igual que el Trofeo Pichichi, no tiene en cuenta las actas arbitrales, sino las apreciaciones propias del diario Marca.

## Trofeo Zarra de Primera División
Nota: resaltados, los jugadores que obtuvieron también del Trofeo Pichichi esa misma temporada.
| \| Temporada \| Jugador[n. 1] \| Equipo[n. 2] \| Goles \| Partidos \| Promedio \| \| --------- \| --------------------- \| ------------------- \| ----- \| -------- \| -------- \| \| 2005-06 \| David Villa \| Valencia C. F. \| 25 \| 37 \| 0.68 \| \| 2006-07 \| David Villa \| Valencia C. F. \| 16 \| 37 \| 0.43 \| \| 2007-08 \| Dani Güiza (1) \| R. C. D. Mallorca \| 27 \| 37 \| 0.73 \| \| 2008-09 \| David Villa \| Valencia C. F. \| 28 \| 33 \| 0.85 \| \| 2009-10 \| David Villa (4) \| Valencia C. F. \| 21 \| 32 \| 0.66 \| \| 2010-11 \| Álvaro Negredo \| Sevilla F. C. \| 20 \| 38 \| 0.53 \| \| 2011-12 \| Fernando Llorente (1) \| Athletic Club \| 17 \| 32 \| 0.53 \| \| 2011-12 \| Roberto Soldado (1) \| Valencia C. F. \| 17 \| 32 \| 0.53 \| \| 2012-13 \| Álvaro Negredo (2) \| Sevilla F. C. \| 25 \| 36 \| 0.69 \| \| 2013-14 \| Diego Costa (1)[n. 3] \| Atlético de Madrid \| 27 \| 35 \| 0.77 \| \| 2014-15 \| Aritz Aduriz \| Athletic Club \| 18 \| 31 \| 0.58 \| \| 2015-16 \| Aritz Aduriz (2) \| Athletic Club \| 20 \| 34 \| 0.59 \| \| 2016-17 \| Iago Aspas \| R. C. Celta de Vigo \| 19 \| 32 \| 0.59 \| \| 2017-18 \| Iago Aspas \| R. C. Celta de Vigo \| 22 \| 34 \| 0.65 \| \| 2018-19 \| Iago Aspas \| R. C. Celta de Vigo \| 20 \| 27 \| 0.74 \| \| 2019-20 \| Gerard Moreno \| Villarreal C. F. \| 18 \| 35 \| 0.51 \| \| 2020-21 \| Gerard Moreno (2) \| Villarreal C. F. \| 23 \| 33 \| 0.70 \| \| 2021-22 \| Iago Aspas (4) \| R. C. Celta de Vigo \| 17 \| 37 \| 0.46 \| \| 2021-22 \| Raúl de Tomás (1) \| R .C. D. Espanyol \| 17 \| 34 \| 0.50 \| \| 2022-23 \| Joselu (1)[n. 4] \| R. C. D. Espanyol \| 16 \| 34 \| 0.47 \| \| 2023-24 \| Borja Mayoral (1) \| Getafe C. F. \| 15 \| 27 \| 0.56 \| \| 2023-24 \| Álvaro Morata (1) \| Atlético de Madrid \| 15 \| 32 \| 0.47 \| \| 2024-25 \| Ayoze Pérez \| Villarreal C. F. \| 19 \| 30 \| 0.63 \| Estadísticas actualizadas hasta el último galardón otorgado a final de la temporada 2024-25. |                       |                     |       |          |          |

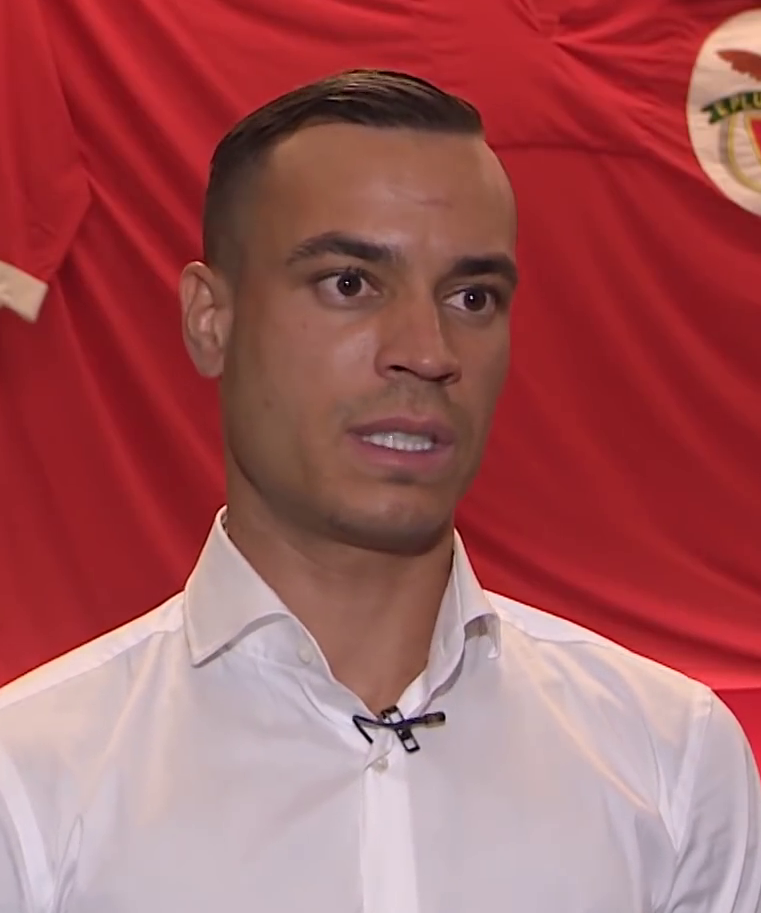
Raúl de Tomás, galardonado en 2021.

| Temporada | Jugador               | Equipo              | Goles | Partidos | Promedio |
| 2005-06 | David Villa           | Valencia C. F.      | 25    | 37       | 0.68     |
| 2006-07 | David Villa           | Valencia C. F.      | 16    | 37       | 0.43     |
| 2007-08 | Dani Güiza (1)        | R. C. D. Mallorca   | 27    | 37       | 0.73     |
| 2008-09 | David Villa           | Valencia C. F.      | 28    | 33       | 0.85     |
| 2009-10 | David Villa (4)       | Valencia C. F.      | 21    | 32       | 0.66     |
| 2010-11 | Álvaro Negredo        | Sevilla F. C.       | 20    | 38       | 0.53     |
| 2011-12 | Fernando Llorente (1) | Athletic Club       | 17    | 32       | 0.53     |
| 2011-12 | Roberto Soldado (1)   | Valencia C. F.      | 17    | 32       | 0.53     |
| 2012-13 | Álvaro Negredo (2)    | Sevilla F. C.       | 25    | 36       | 0.69     |
| 2013-14 | Diego Costa (1)       | Atlético de Madrid  | 27    | 35       | 0.77     |
| 2014-15 | Aritz Aduriz          | Athletic Club       | 18    | 31       | 0.58     |
| 2015-16 | Aritz Aduriz (2)      | Athletic Club       | 20    | 34       | 0.59     |
| 2016-17 | Iago Aspas            | R. C. Celta de Vigo | 19    | 32       | 0.59     |
| 2017-18 | Iago Aspas            | R. C. Celta de Vigo | 22    | 34       | 0.65     |
| 2018-19 | Iago Aspas            | R. C. Celta de Vigo | 20    | 27       | 0.74     |
| 2019-20 | Gerard Moreno         | Villarreal C. F.    | 18    | 35       | 0.51     |
| 2020-21 | Gerard Moreno (2)     | Villarreal C. F.    | 23    | 33       | 0.70     |
| 2021-22 | Iago Aspas (4)        | R. C. Celta de Vigo | 17    | 37       | 0.46     |
| 2021-22 | Raúl de Tomás (1)     | R .C. D. Espanyol   | 17    | 34       | 0.50     |
| 2022-23 | Joselu (1)            | R. C. D. Espanyol   | 16    | 34       | 0.47     |
| 2023-24 | Borja Mayoral (1)     | Getafe C. F.        | 15    | 27       | 0.56     |
| 2023-24 | Álvaro Morata (1)     | Atlético de Madrid  | 15    | 32       | 0.47     |
| 2024-25 | Ayoze Pérez           | Villarreal C. F.    | 19    | 30       | 0.63     |

### Estadísticas
| Jugador           | Trofeos | Temporadas                         |
| ----------------- | ------- | ---------------------------------- |
| David Villa       | 4       | 2005-06, 2006-07, 2008-09, 2009-10 |
| Iago Aspas        | 4       | 2016-17, 2017-18, 2018-19, 2021-22 |
| Gerard Moreno     | 2       | 2019-20, 2020-21                   |
| Álvaro Negredo    | 2       | 2010-11, 2012-13                   |
| Aritz Aduriz      | 2       | 2014-15, 2015-16                   |
| Dani Güiza        | 1       | 2007-08                            |
| Fernando Llorente | 1       | 2011-12                            |
| Roberto Soldado   | 1       | 2011-12                            |
| Diego Costa       | 1       | 2013-14                            |
| Raúl de Tomás     | 1       | 2021-22                            |
| Joselu            | 1       | 2022-23                            |
| Borja Mayoral     | 1       | 2023-24                            |
| Álvaro Morata     | 1       | 2023-24                            |
| Ayoze Pérez       | 1       | 2024-25                            |

| Equipo             | Trofeos | Temporadas                                  |
| ------------------ | ------- | ------------------------------------------- |
| Valencia C. F.     | 5       | 2005-06, 2006-07, 2008-09, 2009-10, 2011-12 |
| Celta de Vigo      | 4       | 2016-17, 2017-18, 2018-19, 2021-22          |
| Athletic Club      | 3       | 2011-12, 2014-15, 2015-16                   |
| Villarreal C. F.   | 3       | 2019-20, 2020-21, 2024-25                   |
| R. C. D. Espanyol  | 2       | 2021-22, 2022-23                            |
| Sevilla F. C.      | 2       | 2010-11, 2012-13                            |
| Atlético de Madrid | 2       | 2013-14, 2023-24                            |
| R. C. D. Mallorca  | 1       | 2007-08                                     |
| Getafe C. F.       | 1       | 2023-24                                     |

#### Por lugar de nacimiento
| Lugar de nacimiento  | Trofeos | Temporadas                                   |
| -------------------- | ------- | -------------------------------------------- |
| Galicia              | 5       | 2016-17, 2017-18, 2018-19, 2021-22, 2022-23, |
| Comunidad de Madrid  | 5       | 2010-11, 2012-13, 2021-22, 2023-24 (2)       |
| Asturias             | 4       | 2005-06, 2006-07, 2008-09, 2009-10           |
| País Vasco           | 2       | 2014-15, 2015-16                             |
| Cataluña             | 2       | 2019-20, 2020-21                             |
| Andalucía            | 1       | 2007-08                                      |
| Navarra              | 1       | 2011-12                                      |
| Comunidad Valenciana | 1       | 2011-12                                      |
| Brasil               | 1       | 2013-14                                      |
| Canarias             | 1       | 2024-25                                      |

## Trofeo Zarra de Segunda División
Nota: resaltados, los jugadores que obtuvieron también del Trofeo Pichichi esa misma temporada.
| Temporada | Jugador             | Equipo                     | Goles | Partidos | Promedio |
| --------- | ------------------- | -------------------------- | ----- | -------- | -------- |
| 2005-06   | José Juan Luque     | C. F. Ciudad de Murcia     | 19    | 37       | 0.51     |
| 2005-06   | Roberto Soldado     | Real Madrid Castilla C. F. | 19    | 29       | 0.65     |
| 2006-07   | Marcos Márquez      | U. D. Las Palmas           | 21    | 37       | 0.57     |
| 2007-08   | Yordi               | Xerez C. D.                | 20    | 37       | 0.54     |
| 2008-09   | Nino                | C. D. Tenerife             | 29    | 42       | 0.69     |
| 2009-10   | Jorge Molina        | Elche C. F.                | 26    | 38       | 0.68     |
| 2010-11   | Jonathan Soriano    | F. C. Barcelona "B"        | 32    | 37       | 0.86     |
| 2011-12   | Iago Aspas          | R. C. Celta de Vigo        | 23    | 35       | 0.66     |
| 2012-13   | Jesé Rodríguez      | Real Madrid Castilla C. F. | 22    | 38       | 0.58     |
| 2013-14   | Borja Viguera       | Alavés                     | 25    | 42       | 0.59     |
| 2014-15   | Rubén Castro        | Betis                      | 32    | 42       | 0.76     |
| 2015-16   | Sergio León         | Elche C. F.                | 22    | 41       | 0.54     |
| 2016-17   | Joselu Moreno       | C. D. Lugo                 | 23    | 40       | 0.57     |
| 2017-18   | Jaime Mata          | Real Valladolid C. F.      | 33    | 39       | 0.85     |
| 2018-19   | Álvaro Giménez      | U. D. Almería              | 20    | 39       | 0.51     |
| 2019-20   | Stoichkov           | A. D. Alcorcón             | 16    | 40       | 0.4      |
| 2020-21   | Raúl de Tomás       | R. C. D. Espanyol          | 23    | 36       | 0.64     |
| 2021-22   | Borja Bastón        | Real Oviedo                | 22    | 40       | 0.55     |
| 2022-23   | Raúl García de Haro | C. D. Mirandés             | 19    | 39       | 0.49     |
| 2023-24   | Peque               | Real Racing Club           | 18    | 40       | 0.45     |
| 2024-25   | Andrés Martín       | Real Racing Club           | 16    | 41       | 0.39     |

### Estadísticas
| Equipo                     | Trofeos | Temporadas       |
| -------------------------- | ------- | ---------------- |
| Real Madrid Castilla C. F. | 2       | 2005-06, 2012-13 |
| Elche C. F.                | 2       | 2009-10, 2015-16 |
| Real Racing Club           | 2       | 2023-24, 2024-25 |
| C. F. Ciudad de Murcia     | 1       | 2005-06          |
| U. D. Las Palmas           | 1       | 2006-07          |
| Xerez C. D.                | 1       | 2007-08          |
| C. D. Tenerife             | 1       | 2008-09          |
| F. C. Barcelona "B"        | 1       | 2010-11          |
| R. C. Celta de Vigo        | 1       | 2011-12          |
| Deportivo Alavés           | 1       | 2013-14          |
| Real Betis                 | 1       | 2014-15          |
| C. D. Lugo                 | 1       | 2016-17          |
| Real Valladolid C. F.      | 1       | 2017-18          |
| U. D. Almería              | 1       | 2018-19          |
| A. D. Alcorcón             | 1       | 2019-20          |
| R. C. D. Espanyol          | 1       | 2020-21          |
| Real Oviedo                | 1       | 2021-22          |
| C. D. Mirandés             | 1       | 2022-23          |

| Lugar de nacimiento  | Trofeos | Temporadas                                                             |
| -------------------- | ------- | ---------------------------------------------------------------------- |
| Andalucía            | 8       | 2005/06, 2006/07, 2007/08, 2008/09, 2015/16, 2016/17, 2019/20, 2024/25 |
| Comunidad Valenciana | 3       | 2005/06, 2009/10, 2018/19                                              |
| Cataluña             | 3       | 2010/11, 2022/23, 2023/24                                              |
| Comunidad de Madrid  | 3       | 2017/18, 2020/21, 2021/22                                              |
| Canarias             | 2       | 2012/13, 2014/15                                                       |
| Galicia              | 1       | 2011/12                                                                |
| La Rioja             | 1       | 2013/14                                                                |